# (17179) Codina
(17179) Codina (1999 TC224) – planetoida z grupy pasa głównego asteroid okrążająca Słońce w ciągu 5,35 lat w średniej odległości 3,06 j.a. Odkryta 4 października 1999 roku.